# Ernest Amory Codman

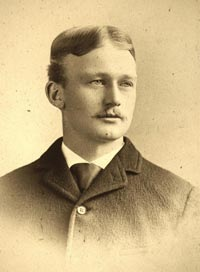
Ernest A. Codman

Ernest Amory Codman (* 30. Dezember 1869 in Boston, Massachusetts; † 23. November 1940 in Ponkapog, Massachusetts)  war ein US-amerikanischer Chirurg und Pionier im Bereich Public Health.
Er war der erste amerikanische Arzt, der den Genesungsverlauf seiner Patienten nach Entlassung systematisch verfolgte. Er gilt als Begründer des sogenannten Outcome Managements, das die Qualität medizinischer Versorgung anhand des langfristigen Behandlungsergebnisses für den Patienten bemisst. Sein Interesse an der Qualitätsverbesserung der medizinischen Versorgung veranlasste ihn darüber hinaus, als eines der Gründungsmitglieder des American College of Surgeons zu wirken. Außerdem begründete Codman die erste Datenbank zur Erfassung von Knochentumoren in den USA.
Codman war ein lautstarker Befürworter von Reformen des Gesundheitssystems. Den Genesungsprozess seiner Patienten verfolgte er mittels „End Result Cards“. Diese enthielten die jeweilige Diagnose, die erfolgte Behandlung sowie das Behandlungsergebnis für jeden einzelnen Patienten. Um das langfristige Ergebnis („End Result“) seiner Behandlungen zu bestimmen, wurden Patienten für mindestens ein Jahr nach ihrer Entlassung nachbeobachtet. Codman war der Ansicht, dass insbesondere durch medizinische Fehlbehandlungen die langfristige Prognose von Patienten leide.
Er strebte zeit seines Lebens danach, eine universelle, systematische Erfassung der Behandlungsendergebnisse sämtlicher Patienten zu erreichen. Er sah darin die Gelegenheit, aus Misserfolgen der Patientenbehandlung die notwendigen Erfahrungen zu gewinnen, um Patienten in Zukunft besser zu behandeln. Er hatte weiterhin die Absicht, diese Informationen allgemein zugänglich zu veröffentlichen, um Patienten die Wahl von Ärzten und Krankenhäusern zu erleichtern.
Im Jahr 1895 erhielt Codman seinen Abschluss an der Harvard Medical School und begann eine chirurgische Facharztausbildung am Massachusetts General Hospital. Später begründete er die ersten Morbidity-and-mortality-Konferenzen. Diese Konferenzen dienen dem Austausch von Ärzten über erfolgte Behandlungsfehler, um Kollegen vor der Begehung dieser oder ähnlicher Fehler zu warnen. Im Jahr 1914 entwickelte er einen weitergehenden Plan zur Bewertung der fachlichen Kompetenz von Chirurgen. Das MGH als sein Arbeitgeber weigerte sich jedoch, seinen Plan umzusetzen, und reagierte mit dem Entzug von Mitarbeiterprivilegien.
Bis zu diesem Zeitpunkt war Codman ein angesehener Chirurg und hatte eine überaus erfolgreiche akademische Karriere gehabt; unter anderem verfasste er die Erstbeschreibung des Chondroblastoms und entwickelte gemeinsam mit Harvey Cushing neue Narkoseverfahren.
Dr. Codman gründete später ein eigenes Klinikum in Boston, um seine Reformenideen zur Messung – und anschließenden Verbesserung – der medizinischen Behandlungsqualität umzusetzen. Bei der Behandlung von 337 Patienten in den Jahren 1911–1916 registrierte er 123 Behandlungsfehler. Die Erfahrungen aus dieser Zeit veröffentlichte er schließlich in einem privat verlegten Buch, A Study in Hospital Efficiency.
Codmann beschrieb 1934 auch erstmals eine Frakturklassifikation. Diese segmentiert die Humeruskopffraktur in vier Fragmente und wurde später Codman-Klassifikation genannt.
Codman opferte seine akademische Karriere dem Kampf um die Umsetzung seiner Reformideen. Er operierte weiterhin in seinem eigenen Klinikum, seine prestigeträchtigen Beziehungen zu Harvard und dem dazugehörigen Massachusetts General Hospital verlor er jedoch.